# Remoray-Boujeons
Remoray-Boujeons là một xã trong vùng hành chính Franche-Comté, thuộc tỉnh Doubs, quận Pontarlier (quận), tổng Mouthe. Tọa độ địa lý của xã là 46° 46' vĩ độ bắc, 06° 14' kinh độ đông. Remoray-Boujeons nằm trên độ cao trung bình là 907 mét trên mực nước biển, có điểm thấp nhất là 849 mét và điểm cao nhất là 1166 mét. Xã có diện tích 15.15 km², dân số vào thời điểm 2006 là 316 người; mật độ dân số là 21 người/km².

## Thông tin nhân khẩu
| 1962 | 1968 | 1975 | 1982 | 1990 | 1999 |
| ---- | ---- | ---- | ---- | ---- | ---- |
| 242  | 256  | 220  | 184  | 210  | 284  |

## Địa điểm tham quan
Nhà thờ xuất phát nguyên thủy từ 1620, nhưng được xây mới phần nhiều trong thế kỉ thứ 19.